# Atelierhaus Lützowstraße 82

Bauzeichnungen

Das Atelierhaus Lützowstraße 82 im Berliner Ortsteil Tiergarten des Bezirks Mitte war von 1890 bis 1907 Arbeitsort von etwa 60 freischaffenden Berliner Malern, Bildhauern und Fotografen.

## Die Geschichte des Hauses

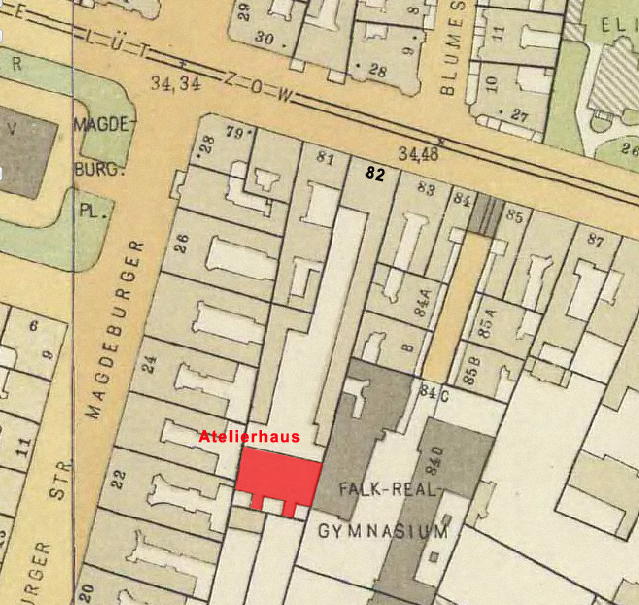
Stadtplanausschnitt 1910

Von 1889 bis 1890 ließ Gustav Schleicher, Inhaber der Werkstätten für Bau- und Marmorarbeiten, das Grundstück Lützowstraße 82 komplett neu bebauen mit einem Vorderhaus, einem linken Seitenflügel und einem Quergebäude, das als Atelierhaus geplant war. Das von Oswald Kuhn entworfene Atelierhaus war fünfgeschossig und hatte zwei Aufgänge. Es gab insgesamt 16 Ateliers. Die Ateliers im 4. Obergeschoss waren mit großzügigen Oberlichtfenstern ausgestattet. Nach Fertigstellung zogen die ersten 14 Künstler ein, darunter Walter Leistikow.
Im Jahr 1907 erwarb der Konfitürenfabrikant Heinrich Faßbender (Mohrenstraße 10) das Grundstück und ließ das Atelierhaus zur Konfitüren- und Schokoladenfabrik umbauen. Damit endete die Nutzung als Atelierhaus. Einige Künstler konnten trotz des Umbaus noch einige Jahre in ihren Ateliers bleiben. Das Gebäude wurde im Zweiten Weltkrieg zerstört.

## Die Künstler
Im Atelierhaus arbeiteten folgende Maler, Bildhauer und Fotografen (Auswahl, in Klammern die Jahre, in denen sie im Berliner Adressbuch dort aufgeführt werden):
| - Hans Baluschek, Maler (1908) - Max Baumbach, Bildhauer (1890–1893) - Wilhelm Beckmann, Maler (1893) - C. Behrens, Maler (1890–1895) - Hugo Bendorf, Maler (1911) - K. Boese, Maler (1898) - Richard Böhland, Maler (1903–1905) - M. Brauns-Drege, Maler (1895) - Ludwig Brunow, Bildhauer (1908) - Adolf Brütt, Bildhauer (1890–1900) - Fritz Burger, Maler und Kunsthistoriker (1911) - Lovis Corinth, Maler (1901) - Marie Davids, Malerin (1905) - Elsa Dietze, Fotografin (1908) - Otto Dinger, Maler (1906–1908) - E. Ebel, Maler (1896) - Ernicke, Maler (1903–1904) - Gottlieb Elster, Bildhauer (1901–1908) - Conrad Fehr, Maler (1890–1901) - W. Fütterer, Bildhauer (1902–1907) - L. Geifrig, Fotografin (1902–1907) - L. Glauflügel, Bildhauer (1896–1898) - A. Gottschalk, Maler (1902) - Graue-Dietze, Fotograf (1908–1909) - H. Greuling, Maler (1907–1908) - Grosse, Maler (1908–1911) - Ferdinand Hartzer, Bildhauer (1890–1908) - Heisler, Bildhauer (1890–1893) - E. Henschel, Maler (1896–1898) - Adolf Hering, Maler (1907–1908) | - Carl Jung, Maler (1895–1901) - Walter Leistikow, Maler (1890–1897) - P. Katscha, Maler (1903) - H. Kittler, Bildhauer (1893–1901) - Landgrebe, Bildhauer (1893–1895) - Langensieven, Bildhauer (1900–1901) - F. Levy, Malerin (1901–1905) - Władysław Marcinkowski, Bildhauer (1894–1905) - F. Marcusy, Malerin (1902–1905) - Martens, Maler (1890–1895) - Johannes Martini, Maler (1899–1900) - A. Meyer, Maler (1890–1914) - Georg Müller-Breslau, Maler (1890–1891) - A. Müller-Schönfeld, Maler - Edvard Munch, Maler (um 1892) - von Otto, Bildhauer (1890–1893) - Otto Petri, Bildhauer (1907–1908) - M. E. Pinhoff, Malerin (1899–1907) - Carl Piper, Bildhauer (1894–1898) - J. Riedel, Malerin (1899–1908) - O. Riesch, Bildhauer (1902–1910) - Rosse, Bildhauer (1895) - Hugo Schnars-Alquist, Maler (1890–1898) - Ernst Seger, Bildhauer (1901–1908) - Clara von Sivers, Malerin (1893–1898) - Rudolf Thienhaus, Maler (1908–1911) - Robert Toberentz, Bildhauer (1890–1893) - Lesser Ury, Maler (1897–1901) - G. M. von Wedel, Maler (1914) - Zeiller, Bildhauer (1904–1905) |

## Sonstige Bewohner
1939 wurde hier in seiner Wohnung der frühere HJ-Führer Karl Weberpals erschossen aufgefunden.